# Trimalaconothrus albulus
Trimalaconothrus albulus är en kvalsterart som beskrevs av Hammer 1972. Trimalaconothrus albulus ingår i släktet Trimalaconothrus och familjen Malaconothridae. Inga underarter finns listade i Catalogue of Life.